# Robert Zubrin
Robert Zubrin (Lakewood, 9 aprile 1952) è un matematico, ingegnere aerospaziale e ricercatore statunitense.
È noto per la sua determinazione sulla fattibilità dell'esplorazione con equipaggio di Marte. Era la forza trainante dietro la proposta Mars Direct. L'idea rivoluzionaria di Zubrin è di utilizzare l'atmosfera marziana per la produzione di ossigeno, acqua e metano per il soggiorno e il ritorno dell'equipaggio. Una versione modificata del piano è stato successivamente adottato dalla NASA come Mars Design Reference.
Deluso dalla mancanza di interesse da parte del governo nell'esplorazione di Marte e, dopo il successo del suo libro The Case for Mars, Zubrin ha istituito il Mars Society nel 1998, una organizzazione internazionale a favore di una missione su Marte con equipaggio supportata da finanziamenti privati, se possibile.

## Qualifiche ed esperienza professionale
Zubrin ha conseguito una laurea in matematica nell'Università di Rochester nel 1974, un master in Ingegneria Nucleare nel 1984, un master in Aeronautica e Astronautica nel 1986 e un dottorato di ricerca in Ingegneria Nucleare nel 1992. Ha sviluppato una serie di concetti innovativi per la propulsione spaziale, ed è autore di oltre 200 articoli tecnici e non tecnici e cinque libri. Ha lavorato per la Lockheed Martin nel team di sviluppo. È anche Presidente sia della Mars Society che della Pioneer Astronautics, una società privata che si occupa di ricerca e sviluppo sulle tecnologie aerospaziali innovative. Le sue invenzioni comprendono anche il razzo ad acqua salata-nucleare ed è co-inventore (con Dana Andrews) della vela magnetica.

## Vita privata
Zubrin vive a Lakewood in Colorado e ha due figlie, Rachel e Sarah.